# Disc compacte
Un disc compacte o CD és un disc òptic utilitzat per a l'emmagatzematge de dades. Va ser originàriament creat per a emmagatzemar àudio, però posteriorment va ser usat per a emmagatzemar dades (CD-ROM). El disc compacte va ser desenvolupat per Sony i Philips el 1980. El 1982 es va iniciar la seva producció en massa i va desplaçar progressivament el disc de vinil com a suport d'àudio. Posteriorment també va desplaçar els disquets d'ordinador com a suport per a la distribució de programari. L'aparició de les gravadores de CD el va convertir en una eina d'allò més útil en el món de la informàtica, per a fer còpies de seguretat i per a transportar arxius. Posteriorment aparegué el DVD, amb més capacitat gràcies a la major densitat de dades i a la possibilitat d'escriure fins a dues capes en la mateixa cara del disc. A inicis del 2007 aparegueren els primers aparells de Blu-Ray i HD-DVD al mercat, amb encara més capacitat d'emmagatzematge.
En un disc compacte s'hi pot desar:
- Àudio; CD-A
- Vídeo; Vídeo CD (VCD) o Súper Vídeo CD (SVCD)
- Dades CD-ROM (només lectura), CD-R (gravable), CD-RW (re-gravable)

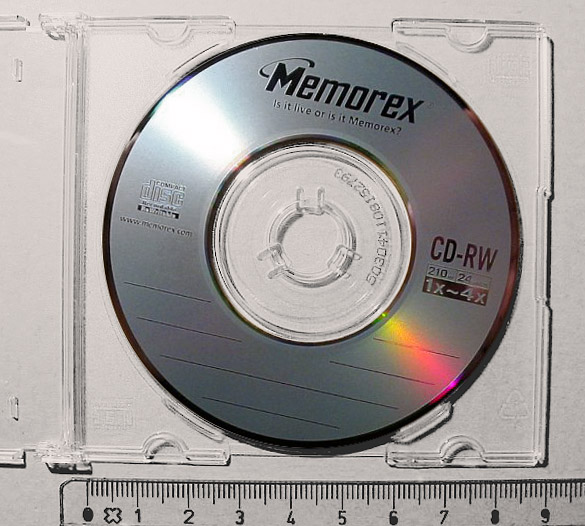
CD re-gravable de 8 cm

Un CD estàndard té un diàmetre de 12 cm i un gruix d'1,2 mm. Hi caben 74 minuts de música o 650 Megaoctets de dades. Està format per una capa de policarbonat plàstic, recobert per una capa d'Alumini (on s'emmagatzema la informació) i recoberta per una capa protectora. Les unitats lectores/gravadores de CD utilitzen un làser per a llegir/escriure les dades a la superfície d'alumini.

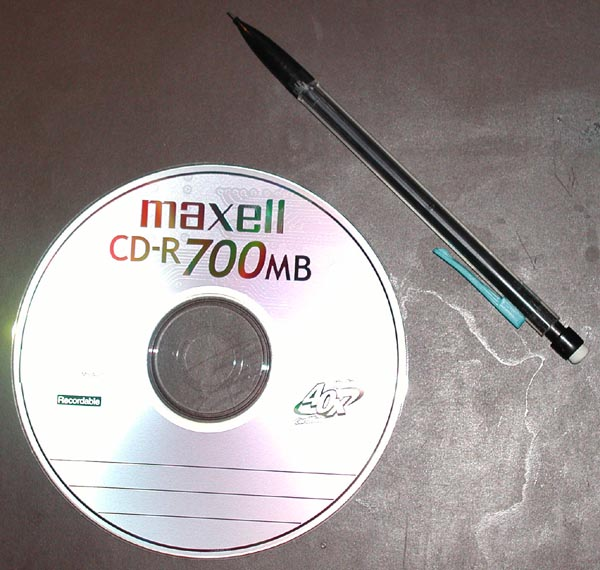
Imatge de la cara superior d'un disc compacte

El disc compacte és un sistema digital d'enregistrament, a diferència del casset i el disc de vinil, que són sistemes analògics. Això vol dir que les ones sonores han estat descrites usant una codificació numèrica, que és el que s'enregistra en el disc. L'aparell reproductor crearà el so a partir d'aquesta informació enregistrada en el disc.
Un CD d'àudio es reprodueix a una velocitat on es llegeix 150 KB per segon. Aquesta velocitat base es fa servir com a referència per identificar altre lectors com els d'ordinador, de manera que si un lector indica 24x, significa que llegeix a 24 x 150 kB = 3.600 kB/s, encara que s'ha de considerar que els lectors amb indicació de velocitat superior a 4x no funcionen amb velocitat angular variable com els lectors de CD-Da, sinó que utilitzen una velocitat de gir constant, sent el radi obtingut per la fórmula anterior el màxim assequible.
Principals formats;
- 8 cm - 215 Mb o 21 min
- 12 cm - 650 Mb o 74 min
- 12 cm - 700 Mb o 80 min
- 12 cm - 800 Mb o 90 min
- 12 cm - 875 Mb o 100 min

Altres formats
També existeixen CD's de doble capa, tot i no ser molt comuns

## Història del CD
Els primers prototips del disc compacte foren desenvolupats per Philips i Sony. El sistema òptic va ser desenvolupat per Philips mentre que la lectura i codificació digital va anar a càrrec de Sony. El producte fou llançat a la indústria comercial el juny de 1980, tot adherint-se a 40 companyies internacionals mitjançant l'obtenció de les llicències per a la producció de reproductors i CD's.
Fou en aquell mateix any quan el director de l'orquestra Herbert Von Karajan, convençut del gran valor dels discs compactes va iniciar la seva promoció durant el Festival de Salzburg. Fou en aquell moment que s'inicia l'èxit i l'augment de demanda d'aquests nous formats.
La Sinfornia Alpina, de Richard Strauss, els vals de Frederic Chopin interpretats pel pianista Claudio Arrau i l'àlbum "The Vistors" d'ABBA foren els primers títols gravats en discs compactes a Europa.
L'1 d'octubre de 1982 Sony llança el seu primer lector de CD's, model CDP-101, que va sortir al mercat pel preu de 168 mil Iens. Tot i que en els primers prototips els CD s'introduia al dispositiu de manera vertical finalment es va decidir que seria més fàcil una disposició horitzontal.
El primer CD de música que CBS/Sony treuen al mercat per aquest reproductor fou el disc "52nd Street", de Billy Joel. Com era d'esperar, les seves vendes foren escasses, a causa de la insuficient penetració social d'aquesta nova tecnologia.

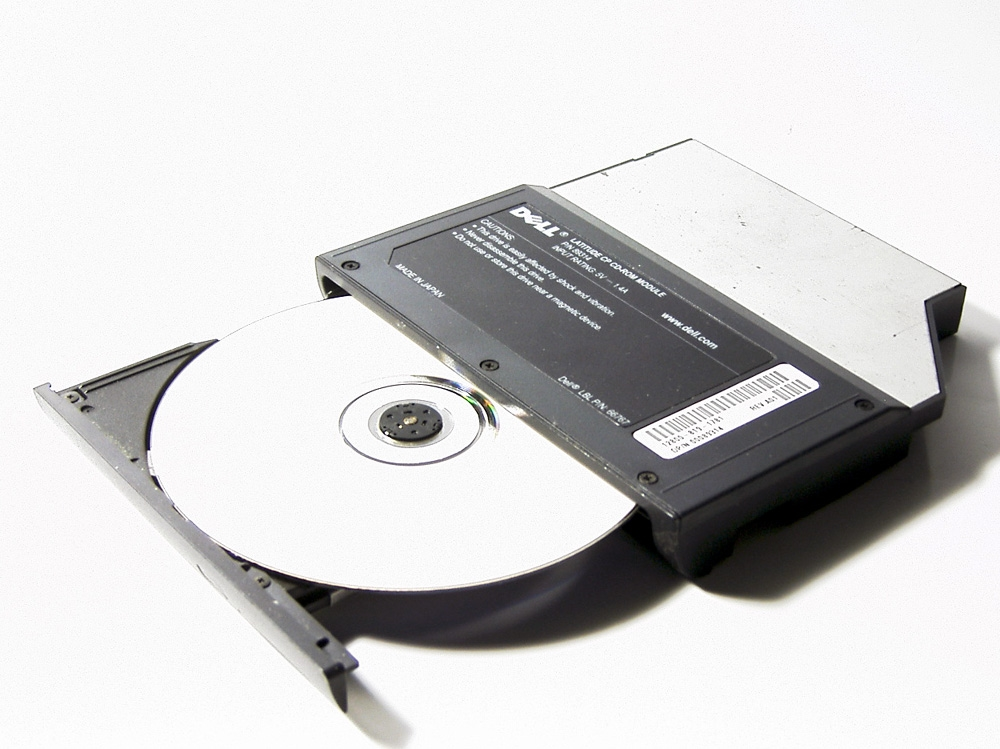
CD-ROM

Fou amb el "Brothers in Arms" de Dire Straits que tres anys més tard es converteixen en el primer grup capaç de vendre un milió de còpies del seu àlbum en format CD.
La producció de CD's es va centralitzar per diversos anys als Estats Units i Alemanya, on eren distribuïts arreu del món. No fou fins a mitjans de la dècada dels 90 que s'instal·len fàbriques a diferents parts del món.
El 1984 van sortir al món de la informàtica, permetent emmagatzemar fins a 650 MB. El diàmetre de la perforació central dels discos compactes va ser determinat en 15 mm, inspirant-se en el diàmetre de la moneda de 10 centaus del florí d'Holanda. El diàmetre dels CD's és de 12 cm, el que correspon a l'amplada de les butxaques superiors de les camises per a homes, ja que segons la filosofia de Sony, tot havia de cabre allà.

## Fisonomia dels CD's[3]

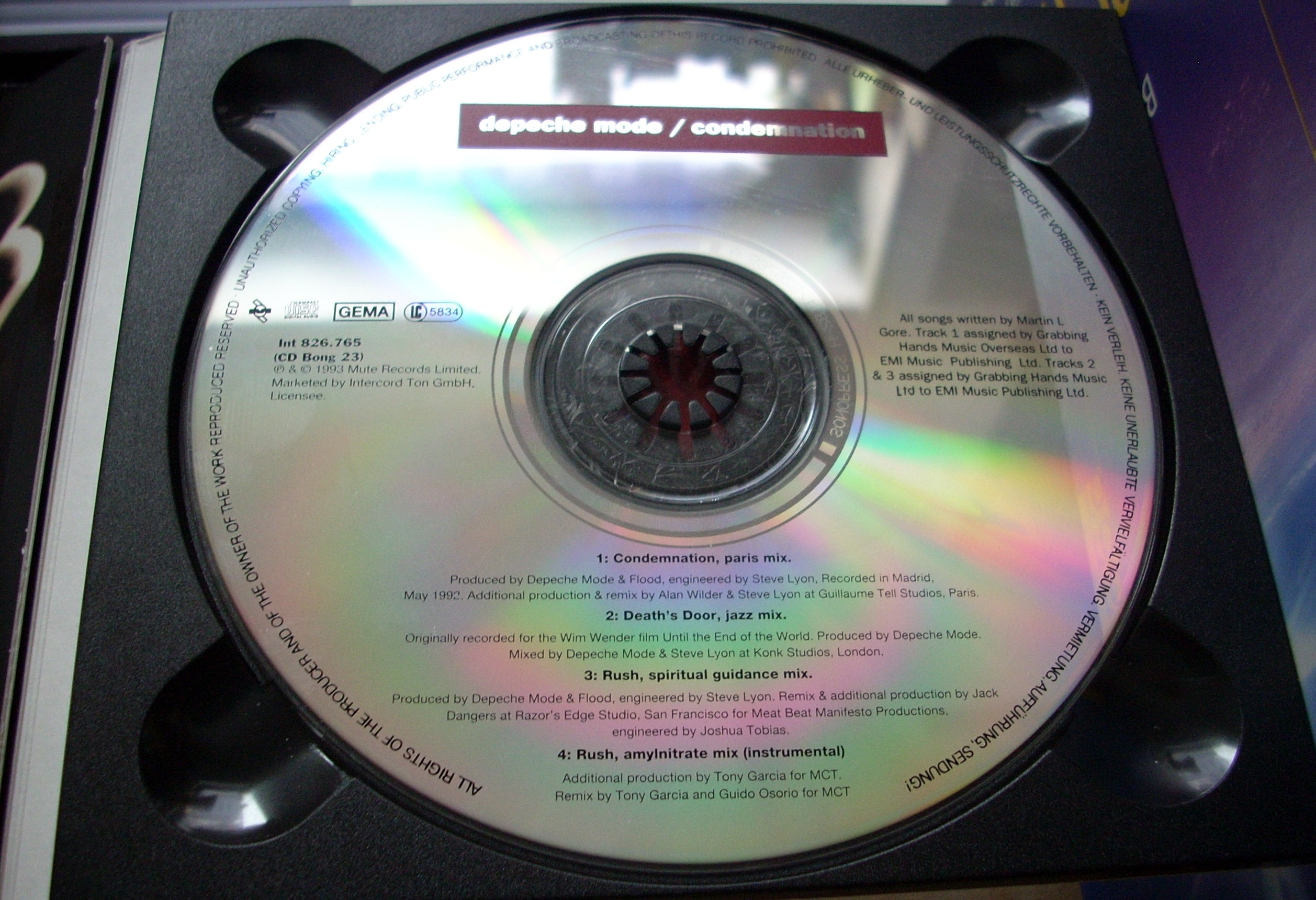

Tot i que la composició de materials dels CD's poden variar, normalment segueix un mateix patró. Els discs compactes es fabriquen a partir d'un disc d'uns 1,2mm de gruix de policarbonat de plàstic, al qual se li afegeix una capa reflectant d'alumini, utilitzada per obtenir més longevitat del emmagatzematge. Així es reflecteix la llum del làser infraroja (per tant invisible a l'ull humà). A tot el conjunt se li aplica una capa de laca per protegir l'alumini, i de manera opcional, una etiqueta. Els mètodes més usats per la impressió en els CD són la serigrafia i la impressió òfset.

### Característiques
- Velocitat d'exploració: 1,2-1,4 m / s, aproximadament entre 500 rpm i 200 rpm.
- Distància entre pistes: 1,6 micres.
- Diàmetre del disc: 120 o 80 mm.
- Gruix del disc: 1,2 mm.
- Ràdio de l'àrea interna del disc: 25 mm.
- Ràdio de l'àrea externa del disc: 60 mm.
- Diàmetre de l'orifici central: 15 mm.

### Tipus de disc compacte
- Només lectura: CD-ROM (Compact Disc - Read Only Memory).
- Gravable: CD-R (Compact Disc - Recordable).
- Regravable: CD-RW (Compact Disc - Re-writable).
- D'àudio: CD-DA (Compact Disc - Digital Audio).

Un CD d'àudio es repordueix a una velocitat que permet la lectura de 150 kB per segon. Aquesta velocitat base s'utilitza com a referència per a identificar altres lector com els d'ordinador, de manera que si un lector indica 24x, significa que llegeix 24 x 150 kB = 3.600 kB/s, encara que s'ha de considerar que els lectors amb indicació de velocitat superior a 4x no funcionen amb velocitat angular variable com els lectors de CD-DA, sinó que empren una velocitat de gir constant, sent el radi obtenible a partir de la fórmula anterior el màxim assolible.

## Estàndards
Una vegada resolt el problema d'emmagatzemar les dades, queda el d'interpretar-los de forma correcta. Per a això, les empreses creadores del disc compacte van definir una sèrie d'estàndards, cadascun dels quals reflectia un nivell diferent. Cada document va ser enquadernat en un color diferent, donant nom a cadascun dels «llibres arcs de Sant Martí» (Rainbow Books).

## Temps d'accés
Per descriure la qualitat d'un CD-ROM aquest és probablement un dels paràmetres més interessants. El temps d'accés es pren com la quantitat de temps que li porta al dispositiu des que comença el procés de lectura fins que les dades comencen a ser llegits. Aquest paràmetre ve donat per: la latència, el temps de recerca i el temps de canvi de velocitat (en els dispositius CLV). Tingui's en compte que el moviment de recerca del capçal i l'acceleració del disc es realitzen al mateix temps, per tant no estem parlant de sumar aquests components per obtenir el temps d'accés sinó de processos que justifiquen aquesta mesura.
Aquest paràmetre depèn directament de la velocitat de la unitat de CD-ROM ja que els
components d'aquest també depenen d'ella. La raó per la qual el temps d'accés és major en
els Cd-rom respecte als discos durs és la construcció d'aquests. La disposició de cilindres dels discos durs redueix considerablement els temps de recerca. Per la seva banda els CD-ROM no van anar inicialment ideats per a l'accés aleatori sinó per a accés seqüencial dels CD d'àudio. Les dades es disposen en espiral en la superfície del disc i el temps de recerca és per tant molt major.
Una qüestió a tenir en compte és el reclam utilitzat en moltes ocasions pels fabricants, és a dir, si les taxes d'accés més ràpides es troben en els 100 ms (150 ms és un temps d'accés típic) intentaran convèncer-nos que un CD-ROM la velocitat del qual d'accés és de 90 ms és infinitament millor quan la realitat és que la diferència és en la pràctica inapreciable, per descomptat que com més ràpid sigui un CD-ROM millor, però cal tenir en compte què preu estem disposats a pagar per una característica que després no s'aprecia.
Els primers CD-ROM operaven a la mateixa velocitat que els CD d'àudio estàndard: de 210 a 539 RPM depenent de la posició del capçal, amb el que s'obtenia una raó de transferència de 150 KB/s, velocitat amb la qual es garantia el que es coneix com a qualitat CD d'àudio. No obstant això, en aplicacions
d'emmagatzematge de dades interessa la major velocitat possible de transferència pel que és suficient
augmentar la velocitat de rotació del disc. Així apareixen els CD-ROM 2X, 4X… 24X,?X que
simplement dupliquen, quadripliquen, etc. la velocitat de transferència.
La majoria dels dispositius de menor velocitat que 12X usen CLV, els més moderns i ràpids, no obstant això,
opten per l'opció CAB. En usar CAB, la velocitat de transferència de dades varia segons la
posició que ocupin aquests en el disc en romandre la velocitat angular constant.
Un aspecte important en parlar dels CD-ROM de velocitats 12X o majors és, al fet que ens referim
realment quan parlem de velocitat 12X, atès que en aquest cas no tenim una velocitat de
transferència 12 vegades major que la referència i aquesta ni tan sols és una velocitat constant. Quan es diu que un CD-ROM CAB és 12X volem dir que la velocitat de gir és 12 vegades major en la vora del
CD. Així un CD-ROM 24X és 24 vegades més ràpid en la vora però en el mitjà és un 60% més lent respecte a
la seva velocitat màxima.
- CLV

| Velocitat | Velocitat de transferència |
| --------- | -------------------------- |
| 1x        | 150 KB/s                   |
| 2x        | 300 KB/s                   |
| 4x        | 600 KB/s                   |
| 8x        | 1200 KB/s                  |
| 10x       | 1500 KB/s                  |
| 12x       | 1800 KB/s                  |

- CAB

| Velocitat | Velocitat mínima | Velocitat màxima |
| --------- | ---------------- | ---------------- |
| 16X       | 930KB/s          | 2400KB/s         |
| 20X       | 1170KB/s         | 3000KB/s         |
| 24X       | 1400KB/s         | 3600KB/s         |
| 32X       | 2100KB/s         | 4800KB/s         |

### Temps de recerca
El temps de recerca es refereix al mateix temps que porta moure el capçal de lectura fins a la posició del disc en la qual estan les dades. Solament té sentit parlar d'aquesta magnitud en mitjana ja que no és el mateix aconseguir una dada que està prop de la vora que un altre que està prop del centre. Aquesta magnitud forma part del temps d'accés que és una dada molt més significativa. El temps de recerca té interès per entendre els components del temps d'accés però no tant com a magnitud en si.

### Temps de canvi de velocitat
En els CD-ROM de velocitat lineal constant (CLV), la velocitat de gir del motor dependrà de la posició que el capçal de lectura ocupi en el disc, més ràpid com més prop del centre. Això implica un temps d'adaptació perquè aquest motor prengui la velocitat adequada una vegada que coneix el punt en el qual es troben les dades. Això se sol aconseguir mitjançant un microcontrolador que relaciona la posició de les dades amb la velocitat de rotació.
En els CD-ROM CAB no té sentit aquesta mesura ja que la velocitat de rotació és sempre la mateixa, així que la velocitat d'accés es veurà beneficiada per aquesta característica i serà alguna cosa menor; no obstant això, s'ha de tenir en compte que atès que els fabricants indiquen la velocitat màxima per als CD-ROM CAB i aquesta velocitat és variable, un CD-ROM CLV és molt més ràpid que un altre de la mateixa velocitat CAB com més prop del centre del disc.

### Elegància
La majoria dels CD-ROM solen incloure una petita elegància la missió de la qual és reduir el nombre d'accessos físics al disc. Quan s'accedeix a una dada en el disc aquest es grava en l'elegància de manera que si tornem a accedir a ell, aquest es prendrà directament d'aquesta memòria evitant el lent accés al disc. Per descomptat, com més gran sigui l'elegància major serà la velocitat del nostre equip però tampoc hi ha massa diferència de velocitat entre diferents equips. Per aquest motiu ja que aquesta memòria solament ens evita l'accés a les dades més recents que són els que van substituint dins de l'elegància als quals porten més temps i donada la característica, quant a volum d'informació, de les aplicacions multimèdia gens ens evita l'haver d'accedir al dispositiu. Est és un dels paràmetres determinants de la velocitat d'aquest dispositiu. Òbviament, com més elegància tinguem millor, però tenint en compte el preu que estem disposats a pagar per ella.

## Longevitat física

### Estudi sobre preservació a la Biblioteca del Congrés dels Estats Units
Al 2009, la Biblioteca del Congrés dels Estats Units va dur a terme un estudi per avaluar la longevitat física de diferents discos de la seva col·lecció. La investigació va arribar a la conclusió que cada disc té una estimació de vida diferent. Això depén dels diversos factors ambientals als que l'objecte estigui exposat, com la humitat o el tipus de departament on s'emmagatzemi. A més, és important tenir en compte l'impacte de certs productes químics que s'apliquin. Als resultats, alguns discos van donar una mitjana de vida aproximada als 25 anys, mentre que d'altres tenien una longevitat de més de 500 anys després de la seva fabricació.
El causant del deteriorament físic, principalment, és l'erosió de la capa d'alumini que cobreix el disc, i també, el fong Geotrichum que menja el plàstic.

### Problemàtica
Aquesta problemàtica ha creat una incertesa a l'hora de decidir l'emmagatzematge de la informació en un disc, ja que actualment, alguns de la primera generació ja han deixat de funcionar per causes naturals. Davant de la inseguretat que transmet la imprevisible preservació de les dades, els usuaris adopten noves mesures que deixen de banda el món físic i aposten per l'emmagatzematge per streaming.